# Spilosoma basilimbata
Spilosoma basilimbata là một loài bướm đêm thuộc phân họ Arctiinae, họ Erebidae.